# MG 14/40
La 14/40 è un'autovettura prodotta dalla Morris Garages dal 1927 al 1929.

## Storia
Il modello era basato sulla contemporanea Morris Oxford e fu, in sostanza, il risultato dello sviluppo della 14/28. La 14/40 e quest'ultima erano infatti estremamente simili. La 14/40 venne assemblata a Cowley, dove la produzione di modelli MG venne spostata nel settembre del 1927. La 14/40 è stato il primo modello a portare il marchio ottagonale della MG sul radiatore. La vettura precedente, la 14/28, conservò invece il nome del modello su cui era basata, vale a dire “Morris Oxford”.
Il cambiamento di nome da 14/28 a 14/40 fu un'operazione di marketing. Esternamente, infatti, le due vetture erano quasi identiche. Le differenze risiedevano principalmente nel telaio e nelle sospensioni. Il servofreno fu eliminato.
Il modello era disponibile con quattro tipi di carrozzeria, torpedo due porte (a due o quattro posti), coupé due porte e berlina quattro porte. La 14/40 aveva installato un motore a quattro cilindri da 1.802 cm³ di cilindrata e valvole laterali. Il cambio era manuale tre rapporti.